# Viennacontemporary

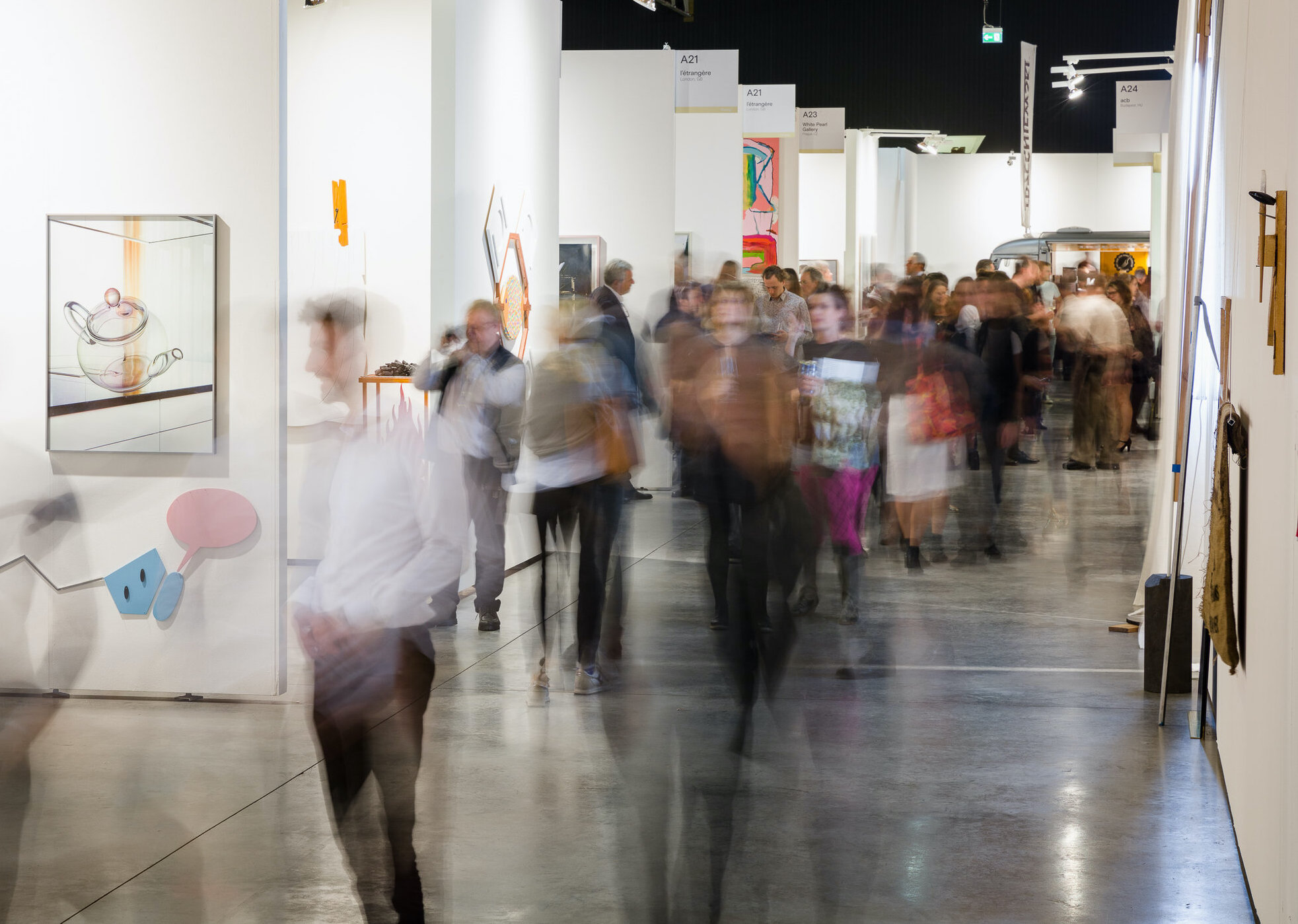
viennacontemporary 2019. Foto: kunst-dokumentation.com

viennacontemporary ist eine internationale Messe für zeitgenössische Kunst in Wien. Sie findet seit 2015 jährlich statt, ab 2024 in der Messe Wien, Halle D. Neben ihrem Fokus auf Zentral- und Osteuropa präsentiert die Messe sowohl internationale als auch österreichische Galerien.

## Geschichte
Im Jahr 2012 organisierten der Vorstandsvorsitzende Dmitry Yu. Aksenov, Geschäftsführer Renger van den Heuvel, die zwei künstlerischen Leiterinnen Christina Steinbrecher-Pfandt und Vita Zaman gemeinsam mit ihrem Team Viennafair, eine Messe für zeitgenössische Kunst in Wien. 2014 verließ Vita Zaman das Team. 2015 wurde die Messe in viennacontemporary umbenannt und wählte die Marx Halle als neuen Veranstaltungsort. 
In Zusammenarbeit mit Museen und Kunstinstitutionen aus Österreich findet ein Rahmenprogramm statt, das Wiens Bedeutung als Standort für zeitgenössische Kunst und Kultur fördern soll.
Im April 2022 wurde bekanntgegeben, dass Dmitry Aksenov seine Rolle als Chairman of the Board niederlegt.
Jedes Jahr zieht die viennacontemporary mehrere tausend nationale und internationale Besucher an. Im Jahr 2024 findet viennacontemporary vom 12. bis 15. September in der Messe Wien, Halle D statt.

## Künstlerische Leitung
- 2015–2018 Christina Steinbrecher-Pfandt[14][15]
- 2019 Johanna Chromik[16]
- 2021–2022 Boris Ondreička[17][18][19]
- 2024 Francesca Gavin[20]